# Patience (canción de Guns N' Roses)
«Patience» (en español: «Paciencia») es una power ballad interpretada por la banda estadounidense de rock Guns N' Roses, publicada en el disco G N' R Lies (1988) y editada como sencillo el 20 de marzo de 1989. La canción alcanzó el cuarto puesto en la lista de ventas de los Estados Unidos. La canción fue compuesta en su totalidad por Izzy Stradlin y grabada en una sola sesión por el productor Mike Clink. La banda utilizó tres guitarras acústicas en la versión de estudio. Slash e Izzy ocuparon su habitual lugar en las guitarras, mientras que Duff cambio el bajo por una guitarra acústica. 
También se grabó un vídeo de este tema, en el cual sólo los miembros de la banda permanecen en la imagen, mientras que los demás aparecen por un momento y luego desaparecen. 
La canción habla sobre los problemas entre Axl Rose y su exmujer Erin Everly, aunque nada de esto ha sido confirmado nunca por ningún miembro del grupo. Otra teoría dice que la canción habla sobre la antigua relación de Stradlin con su exnovia Angela Nicoletti McCoy, algo tampoco confirmado. El hotel en el que fue filmado el vídeo fue destruido pocos días después de su grabación. Además, este es el último vídeo en el que aparece Steven Adler, aunque no toca en la canción.
Tras la partida de Izzy Stradlin de la banda, la canción (en versión eléctrica) fue un número fijo durante Use Your Illusion Tour de 1991 y 1992, con Gilby Clarke y Slash interpretando como introducción una versión improvisada de Wild Horses, de los Rolling Stones.
Durante el Use Your Illusion Tour antes de la partida de Izzy solían interpretar I was only joking de Rod Stewart como introducción.

## Lista de canciones
1. «Patience»
2. «Rocket Queen»
3. Entrevista con W. Axl Rose